# The Actress (1928)
The Actress is een film uit 1928 onder regie van Sidney Franklin. De film gaat over Rose Trelawny, een actrice die het theater verlaat om met een rijke man te trouwen. Er wordt aangenomen dat de film verloren is gegaan.

## Rolverdeling
| Acteur        | Personage     |
| ------------- | ------------- |
| Norma Shearer | Rose Trelawny |
| Owen Moore    | Tom Wrench    |
| Gwen Lee      | Avonia        |
| Lee Moran     | Colpoys       |
| Roy D'Arcy    | Gadd          |
| Ralph Forbes  | Arthur Gower  |